# Barrio River

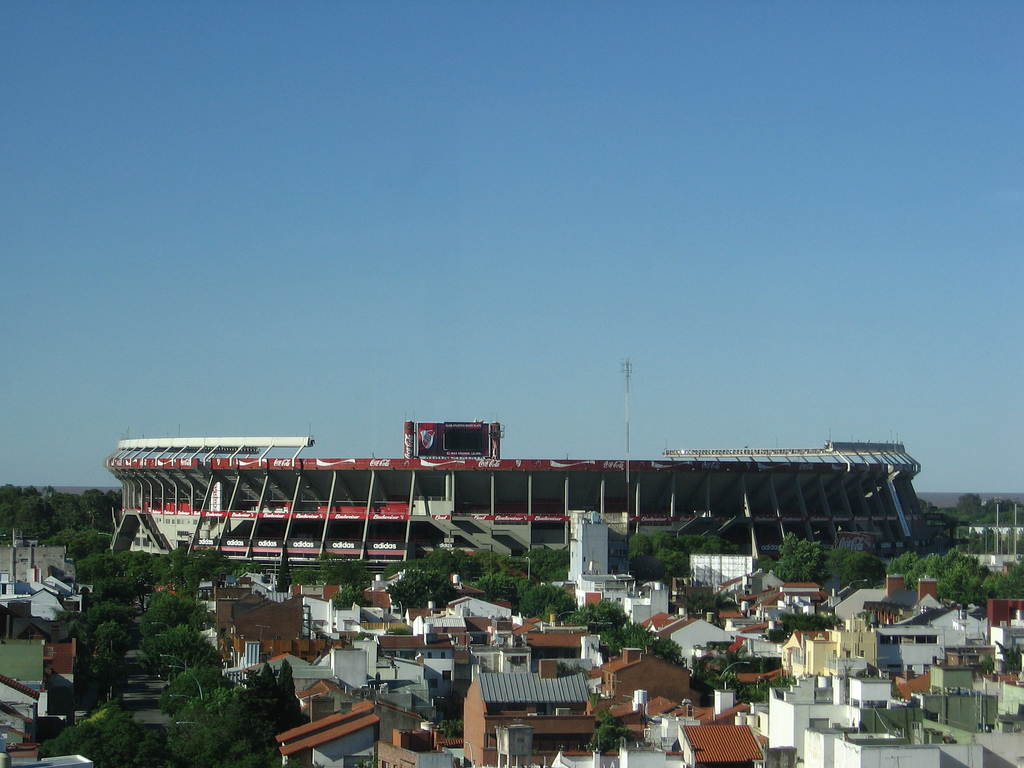
El Barrio River con el Estadio Monumental de fondo.

El Barrio Parque General Belgrano, también conocido como Barrio River por ser lindero al Estadio Monumental del Club Atlético River Plate, es una zona dentro del barrio porteño de Belgrano, comprendida entre Avenida del Libertador, Avenida Monroe, Avenida Figueroa Alcorta y Avenida Udaondo. Está compuesto por 37 manzanas y se caracteriza por ser netamente residencial. El trazado de las calles no respeta un damero riguroso como se impone en la mayoría de los barrios de la Ciudad de Buenos Aires.

## Historia

### Origen y desarrollo
La historia de este barrio comenzó cuando algunos integrantes del Hipódromo Argentino, animados por el general Francisco Bosch y el señor Florencio Núñez, decidieron separarse de la sociedad y formar por su cuenta el Hipódromo Nacional, compuesto principalmente por vecinos de Belgrano.
La municipalidad local determinó que su ubicación estuviera en el interior del perímetro formado por las actuales calles Monroe, Avenida del Libertador, avenida Leopoldo Lugones y la calle Rubén Darío, por la que corría el arroyo White, lugar en el que funcionaron los antiguos mataderos de Belgrano. Después de sucesivas compras y ventas, la Sociedad Anónima Hipódromo Nacional adquirió parte de estas tierras.
La entrada principal se ubicó en la intersección de la actuales avenidas del Libertador y Congreso. Se instaló una reja perimetral y se trazaron las pistas de vareo y de correr. El nuevo hipódromo se inauguró el 14 de agosto de 1887 y si bien tuvo una época muy prospera, alternando los grandes premios con el Hipódromo Argentino, terminó siendo absorbido por este. Las carreras siguieron allí hasta 1911 y al dar por terminadas sus actividades, las pistas del Hipódromo Nacional fueron utilizadas, hasta 1913, para el vareo de animales que actuaban después en el Argentino. Las pistas y los restos de las tribunas subsistieron hasta 1920. 
El 23 de diciembre de 1927, se remataron las 628.000 varas del hipódromo, siendo adquiridas por $ 2.100.000 por los señores Vicente Casullo y Emilio Achffner.
Sin embargo, el proyecto quedó trunco por el fallecimiento del Sr. Casullo, de cualquier manera el desarrollo del barrio ya estaba en marcha y el 31 de diciembre de 1932 Monseñor Copello erige como parroquia al templo existente en advocación a Santiago Apóstol.  Parte del predio fue vendido en 1934 al Club Atlético River Plate, donde luego se levantaría el Estadio Monumental (1938) cercenando la parte este del Barrio Parque tal esta graficado en las memorias de la AFA de 1934.
Así es que este nuevo barrio, originalmente llamado "Barrio Parque General Belgrano", quedó identificado, vulgarmente,  como el "Barrio River" muy a gusto del club y los periodistas afines, y no solo eso, sino que también guarda aún, en su trazado, un recuerdo del viejo Hipódromo Nacional: se trata de la calle Victorino de la Plaza, que nace en Figueroa Alcorta, continúa perpendicular a ésta hasta la calle Rafael Hernández, donde comienza a describir un perfecto semicírculo para hacerse paralela a sí misma y terminar nuevamente en la Avenida Figueroa Alcorta. Esa herradura de largos brazos no es más que las dos rectas y la curva sur de la pista del ex Hipódromo Nacional. Es más, la tribuna "Sívori" del Estadio Monumental también coincide en parte con la curva opuesta del hipódromo, con lo cual, puede decirse que la huella de la antigua pista logró sobrevivir hasta nuestros días.

### En la cultura popular
Un dicho famoso entre los porteños solía decir: "estoy en Pampa y la vía" o "me quedé en Pampa y la vía", refiriéndose generalmente a una situación de quebranto económico. Este dicho se remonta a los tiempos del antiguo Hipódromo Nacional, cuando el Bajo Belgrano era una zona pantanosa y despoblada, de difícil acceso. Para solucionar este problema se estableció una pequeña línea de tranvía conocida como el "Expreso Hipódromo", que desde la esquina de Iberá y Blandengues (hoy Avenida del Libertador), llegaba hasta la intersección de la calle Pampa con las vías del Ferrocarril del Norte (hoy Línea Mitre), en las adyacencias de la actual estación ferroviaria de Belgrano "C".
El recorrido se efectuaba por vía única y contaba con apartaderos para permitir el paso del otro tranvía que venía en sentido opuesto. El pasaje tenía un valor de 10 centavos y podía adquirirse de ida y vuelta. Los apostadores que perdían todo en el hipódromo, al menos conservaban su pasaje de regreso hasta las Barrancas de Belgrano, o sea hasta "Pampa y la vía". Así fue que, por este particular servicio, nació la famosa frase, inmortalizada luego por el tango y el léxico porteño.
Esta línea de tranvías circuló hasta 1935, varios años después de que el hipódromo fuera cerrado.

## Inundaciones
Al tratarse de una zona baja, era habitual que se produjeran inundaciones, aún sin lluvias, en particular cuando se producían sudestadas. El fenómeno se daba por el retroceso de las aguas del río por la red pluvial. A partir de la obra Descarga Río de la Plata, llevada a cabo entre noviembre de 2006 y febrero de 2010, el barrio ya no se ve afectado por anegamientos.

## Luchas y manifestaciones
En el marco del debate parlamentario por el Nuevo Código Urbanístico en el año 2019 los vecinos del barrio se empezaron a movilizar en aras de defender la residencialidad del mismo.